# Freydís Halla Einarsdóttir
Freydis-Halla Einarsdóttir (née le 3 octobre 1994) est une skieuse alpine islandaise.
Elle est étudiante de l'Université d'État de Plymouth. Elle a participé aux championnats du monde de 2015 à Beaver Creek (États-Unis) en tant que slalomeuse. Elle est choisie comme porte-drapeau lors des Jeux olympiques d'hiver de 2018.